# Calligrapha multiguttata
Calligrapha multiguttata är en skalbaggsart som beskrevs av Carl Stål 1859. Calligrapha multiguttata ingår i släktet Calligrapha och familjen bladbaggar. Inga underarter finns listade i Catalogue of Life.